# Channapatna, Holalkere
Channapatna là một làng thuộc tehsil Holalkere, huyện Chitradurga, bang Karnataka, Ấn Độ.